# Suzuki Masaya
Masaya Suzuki (sinh ngày 9 tháng 5 năm 1988) là một cầu thủ bóng đá người Nhật Bản.

## Sự nghiệp câu lạc bộ
Masaya Suzuki đã từng chơi cho Mito HollyHock, SC Sagamihara và Azul Claro Numazu.